# Биб (окръг, Джорджия)
Окръг Биб (на английски: Bibb County) е окръг в щата Джорджия, Съединени американски щати. Площта му е 660 km², а населението - 154 903 души. Административен център е град Мейкън.